# Танкред Тарентский
Танкре́д де Отви́ль, также известный как Танкред Тарентский (1072 — 5 или 12 декабря 1112) — князь Галилеи и Тивериады (1099 — 1101, 1109 — 1112), регент княжества Антиохия (1100 — 1103, 1104 — 1112), племянник Боэмунда Тарентского, один из участников Первого Крестового похода.

## Биография

### Ранние годы
Родился в 1072 году, сын Одо Доброго и Эммы де Отвиль. По материнской линии происходил от Роберта Гвискара, известного норманнского завоевателя. Приходился племянником Боэмунду Тарентскому.
Сколько-нибудь точной информации о ранних годах жизни Танкреда нет.

### Участие в Первом Крестовом походе
В 1096 году Танкред примкнул к своему дяде Боэмунду, возглавившему норманнов Южной Италии в Первом Крестовом походе, и получил отряд под личное командование.
Во время переговоров с византийским императором Алексеем I Комнином, когда вожди крестоносцев вынуждены были присягнуть императору на верность, Танкред решительно отказался от присяги и неожиданно для остальных крестоносцев переправился через пролив, присоединившись к армии лотарингцев.
После сдачи Никеи грекам 26 июня 1097 года Танкред был в числе тех предводителей похода, которые активно протестовали против возвращения города Византии, однако под давлением большинства вынужден был подчиниться.
После взятия Никеи Танкред отличился в битве при Дорилее. Позднее он первым, с малочисленным отрядом, прошёл через Киликийские врата и взял Тарс, выбив оттуда небольшой мусульманский гарнизон. Однако вскоре после этого к городу подошёл Балдуин Булонский с более крупными силами, предложивший Танкреду совместно разграбить Тарс. Танкред отказался, после чего его люди были атакованы воинами Балдуина и изгнаны из города силой. Вынужденный отступить Танкред спустя несколько дней взял и полностью разграбил крепость Мопсуэстию. Заняв её, он дождался момента, когда войско Балдуина Булонского проходило тем же путём, и напал на него. Сражение грозило принять серьёзные масштабы, однако ропот простых солдат-крестоносцев вынудил предводителей прекратить бой.
Во время осады Антиохии в 1097—1098 годах Танкред (за вознаграждение в 400 серебряных марок) со своим отрядом занял стратегически важные руины близлежащего монастыря и укрепление (т. н. «Башню Танкреда»), блокировав выход из города. Когда Пётр Пустынник и Гийом де Шарпентье, виконт Мелёна, дезертировали из лагеря крестоносцев, он отправился за ними и заставил вернуться, тем самым предотвратив массовое дезертирство солдат.
Впоследствии Танкред оказался замешан в интригах между предводителями похода. Он поддержал Раймунда Сен-Жилльского в его походе против Триполи, участвуя в нём в качестве наёмника, однако позднее поссорился с Раймундом (его не устроил размер вознаграждения) и переметнулся на сторону Готфрида Бульонского, настаивавшего на немедленном выступлении на Иерусалим. Отряд Танкреда двинулся в авангарде армии крестоносцев и 13 июня 1099 года взял Вифлеем.
Во время штурма Иерусалима Танкред ворвался в город в числе первых. Его люди сразу начали грабить город, и он присвоил себе значительную часть добычи. При этом он стремился защитить мирное население от агрессии крестоносцев и передал своё знамя укрывшимся в храме Соломона (мечеть Аль-Акса) мусульманам, чтобы показать, что они находятся под его защитой. Несмотря на заступничество Танкреда, эти люди были убиты, что вызвало его возмущение («увидев это, Танкред преисполнился негодованием» — Gesta Francorum).
После взятия Иерусалима христиане Наблуса призвали Танкреда стать их князем. По пути туда он столкнулся с авангардом сарацинской армии, наступавшей на Иерусалим, и предупредил Готфрида Бульонского об угрозе нападения. Крестоносцы выступили навстречу мусульманам и 12 августа 1099 года дали им бой при Аскалоне.

### Правление в Галилее и Антиохии
Танкред активно участвовал в борьбе за земли на Востоке, разыгравшейся между крестоносцами после взятия Иерусалима. Он основал собственное небольшое княжество в Галилее, однако постоянно пытался расширить свои владения. После пленения Боэмунда Гази ибн Данишмендом, эмиром Каппадокии, в 1100 году, Танкред стал регентом Антиохии, отказавшись от своих прав на Галилею (они сохранялись за ним на 3 года и 3 месяца, а по истечении этого срока должны были отойти королю Иерусалимскому).
Едва вступив на престол Антиохии, Танкред немедленно начал военные действия против византийцев Киликии, присоединив к своим владениям Тарс, Адану и Мамистру. Затем он взял Латтакию, тем самым дав Антиохийскому княжеству выход к морю.
Участвуя в междоусобных войнах крестоносцев, на некоторое время Танкред занял Эдессу и в июле 1104 года успешно отразил нападение мусульман на город, однако вскоре вернулся в Антиохию, где вновь стал регентом. Чтобы пополнить казну, он вёл постоянные кампании как против мусульман, так и против соседей-христиан и византийцев.
В 1105 году он разгромил войско сарацин под командованием эмира Мелика Ридвана, взял Артезию и Апамею, а также окончательно подчинил Киликию. Однако своими агрессивными действиями Танкред настроил против себя практически всех соседей, в результате чего потерял Эдессу в 1109 году. В декабре 1112 года он умер от тифа, оставив своему преемнику Рожеру неоконченную войну с соседями.
Танкред был женат на Сесилии, дочери французского короля Филиппа I, однако умер бездетным. Находясь при смерти, он завещал Сесилии выйти замуж за графа Понса Триполийского.

## Образ в искусстве
Образ Танкреда Тарентского был сильно романтизирован и приобрёл черты образа «идеального рыцаря». Он является одним из главных персонажей знаменитой поэмы Торквато Тассо «Освобождённый Иерусалим». Танкред фигурирует в одной из сцен «Трагедии человека» Имре Мадача и романе Вальтера Скотта «Граф Роберт Парижский». Роман Бенджамина Дизраэли «Танкред, или Новый крестовый поход» посвящён его воображаемому потомку и тёзке. Вопреки расхожему мнению, Танкред Тарентский не является прототипом заглавного героя оперы Джоакино Россини «Танкред».